# Káto Stefaniná
Káto Stefaniná, en grec moderne : Κάτω Στεφανινά, est un village du dème de Vólvi, district régional de Thessalonique, en Macédoine-Centrale, Grèce.
Selon le recensement de 2011, la population du village s'élève à 19 habitants.